# Jan Netopilík
Jan Netopilík (24. listopadu 1936 Tvrdonice – 2. února 2022 Bratislava) byl československý atlet, který se věnoval skoku do dálky.
Během své sportovní kariery závodil za několik klubů. Začínal v místním Sokole. Poté následovaly Kostice 1951, ZV a Sokol Brno I 1952-54, Spartak Sokolovo 1955, Spartak Hradec Králové 1956, Spartak Sokolovo 1957-58, Dukla Praha 1959-60, Slovan CHZJD Bratislava 1961-66.
V roce 1960 zlepšil celkem čtyřikrát z 753 až na 766 cm Československý rekord.
V roce 1960 se zúčastnil Letních olympijských her v Římě, ale nepostoupil z kvalifikace. Po olympiádě se přestěhoval do Bratislavy za svou manželkou Libuší. Po skončení sportovní kariery se věnoval trénování. V roce 1964 získal ocenění Mistr sportu a v roce 1979 Vzorný trenér.
Syn Roman se také věnoval skoku dalekému a od roku 1992 žije v Kanadě.

Osobní rekord:
- skok daleký – 7,66 m